# Pteris pteridioides
Pteris pteridioides är en kantbräkenväxtart som först beskrevs av William Jackson Hooker, och fick sitt nu gällande namn av Harvey Eugene Ballard. Pteris pteridioides ingår i släktet Pteris och familjen Pteridaceae. Inga underarter finns listade.